# Église Saint-Sauveur des Salelles
L'église Saint-Sauveur est une église située aux Salelles, en France.

## Localisation
L'église est située sur la commune des Salelles, dans le département français de l'Ardèche.

## Protection
L'église Saint-Sauveur est classée au titre des monuments historiques en 1907.